# Tainted Love: Mating Calls and Fight Songs
Tainted Love: Mating Calls and Fight Songs è il quarto ed ultimo album in studio del gruppo Shivaree uscito nel 2007. Consiste esclusivamente di cover in chiave acid jazz di canzoni di altri artisti.

## Tracce
1. Paradise (cover di Bette Midler)
2. I Wanna Be Your Driver (cover di Chuck Berry)
3. Half on a Baby (cover di R. Kelly)
4. Don't Stop 'Til You Get Enough (cover di Michael Jackson)
5. Would You Lay With Me (In A Field Of Stone) (cover di Tanya Tucker)
6. Hello, Hello, I'm Back Again (cover di Gary Glitter)
7. My Heart Belongs to You (cover di Ike Turner)
8. Cold Blooded (cover di Rick James)
9. Looks That Kill (cover di Mötley Crüe)
10. Shame on You (cover di Spade Cooley)
11. Goodnight, Irene (cover di Lead Belly)

## Formazione
- Ambrosia Parsley – Cantante
- Duke McVinnie – Chitarrista
- Eddie Campbell – tastierista